# Кастелфери
Кастелфери (фр. Castelferrus) насеље је и општина у јужној Француској у региону Миди Пирене, у департману Тарн и Гарона која припада префектури Castelsarrasin.
По подацима из 2011. године у општини је живело 411 становника, а густина насељености је износила 48,99 становника/km². Општина се простире на површини од 8,39 km². Налази се на средњој надморској висини од 83 метара (максималној 145 m, а минималној 68 m).

## Демографија
| 1962. | 1968. | 1975. | 1982. | 1990. | 1999. | 2011. |
| ----- | ----- | ----- | ----- | ----- | ----- | ----- |
| 379   | 392   | 335   | 368   | 347   | 389   | 411   |

График промене броја становника у току последњих година